# Lycaeides elegans
Lycaeides elegans är en fjärilsart som beskrevs av Metzner 1926. Lycaeides elegans ingår i släktet Lycaeides och familjen juvelvingar. Inga underarter finns listade i Catalogue of Life.